# Chloe Armstrong
Chloe Armstrong è un personaggio immaginario dell'universo fantascientifico di Stargate, in particolare di Stargate Universe, interpretata da Elyse Levesque.

## Biografia
Dopo aver studiato Storia e Scienze Politiche ad Harvard, Chloe comincia a lavorare per il padre, il Senatore degli Stati Uniti Alan Armstrong, unendosi a lui durante i suoi viaggi; compreso quello verso la base Icarus. Durante il soggiorno sulla nave George Hammond, Chloe fa amicizia con Eli Wallace. Durante l'attacco dell'Alleanza Lucian, Chloe aiuta suo padre, rimasto ferito, riuscendo entrambi ad attraversare lo Stargate che li porterà sulla Destiny.

### A bordo dellaDestiny
Ben presto, Chloe dovrà assistere al sacrificio del padre, morto per salvare i membri della spedizione. Per la rabbia, Chloe accusò il dottor Rush, incolpandolo per la morte del padre, il quale ribatté affermando che il Senatore credeva in ciò che stava facendo. Dopo aver informato la madre della perdita, con il dispositivo di comunicazione a lungo raggio degli Antichi, Chloe decise di dedicarsi ad aiutare a curare i feriti con Tamara Johansen (TJ). Tra le persone di cui si prese cura vi era anche il tenente Matthew Scott.
Quando si comprende che la Destiny impatterà con una stella, Chloe e Scott cominciano una relazione che li dividerà quando Scott viene mandato in missione mentre lei rimarrà ad osservare l'inevitabile scontro con la stella con Eli, sul ponte della nave. Una volta risolta la vicenda Chloe e Scott poterono riunirsi.
In seguito, Chloe dovette difendere il colonnello Everett Young durante il processo per la morte del sergente Spencer, nonostante le accuse e le forzature di Camile Wray.
Chloe fu rapita dai Nakai, quando la razza aliena abbordò la Destiny. Venne salvata da Rush che diventerà poi come un confidente, grazie alle esperienze comuni, con la quale si unirà al gruppo di civili nella rivolta contro Young e i militari.
In un'esplorazione archeologa, Chloe, Eli, Scott e Greer rimangono intrappolati in una grotta, mentre la nave automaticamente riprende il viaggio. Cercando un'altra uscita il gruppo si divide ulteriormente quando Greer rimane intrappolato in un altro crollo. Ai restanti non resta che uscire ed usare la rete degli Stargate per ritrovare la Destiny.
Quando l'Alleanza Lucian invase la nave, Chloe ed Eli erano nella sala di controllo delle Khino. I due cominciano a fuggire ma Chloe viene colpita alla gamba da un proiettile. Inizialmente la ferita sanguinava molto e Chloe non riusciva nemmeno a camminare ma quasi inspiegabilmente riprende forza e riesce ad unirsi ad Eli, Rush ed Adam Brody, i quali stavano escogitando un piano per riprendersi la nave.

### Infezione
Conclusa l'invasione, Chloe cercò spiegazioni riguardo al suo rapidissimo recupero dalla ferita con TJ che però non le seppe dare risposte.
Con il passare del tempo si scoprì che i Nakai l'avevano contagiata con un agente patogeno che la rese più intelligente e in grado di comunicare con gli alieni mentre si trova in uno stato di dormiveglia, inviando loro informazioni riguardanti le aree riservate della Destiny. Anche se Young la voleva mettere in quarantena, Rush lo convinse ad usarla per inviare false informazioni ai Nakai. Rush stesso userà, poi, un dispositivo medico della nave per sciogliere il collegamento della ragazza con gli alieni ma lasciandole l'intelligenza che Rush stesso sfrutterà per comprendere meglio i segreti della nave.
Gli effetti dell'agente patogeno comunque si fecero sentire di nuovo. Se ferita, la pelle di Chloe si guariva divenendo però una "pelle aliena"; con la sua intelligenza riuscì a modificare l'FTL della nave e la sua forza fisica crebbe abbastanza da riuscire facilmente a rompere il braccio di un Marines.
Durante la battaglia contro i droni, Chloe fu costretta a chiedere aiuto ai Nakai prima che la Destiny venisse sopraffatta. I Nakai inviarono le loro navi e salvarono temporaneamente la nave degli Antichi. In cambio dell'aiuto della Destiny contro l'ondata successiva di droni, i Nakai accettano la richiesta di Young di rimuovere definitivamente l'agente patogeno da Chloe.